# Carmilla (film, 2019)
Pour les articles homonymes, voir Carmilla (homonymie).
Pour plus de détails, voir Fiche technique et Distribution.
Carmilla est un film d'épouvante romantique britannique réalisé par Emily Harris, sorti en 2019.
Il s'agit d'une adaptation de Carmilla de Sheridan Le Fanu, paru en 1872.

## Synopsis
Lara vit avec son père et sa gouvernante stricte, Mlle Fontaine, dans un isolement total. Elle a du mal à trouver un exutoire à sa curiosité et à sa sexualité naissante. Lorsqu'un accident de calèche à proximité amène une jeune femme dans la maison familiale pour se rétablir, Lara est enchantée par Carmilla. Les deux femmes entament une relation passionnée, qui effraie Mlle Fontaine, et une triangulation complexe se met en place entre les trois femmes.

## Fiche technique
- Titre original : Carmilla[1]
- Réalisation : Emily Harris
- Scénario : Emily Harris d'après le roman éponyme de Sheridan Le Fanu, paru en 1872.
- Photographie : Michael Wood
- Montage : Rebecca Lloyd
- Musique : Philip Selway
- Décors : Alexandra Walker
- Production : Lizzie Brown, Emily Precious
- Sociétés de production : Tilly Films, Bird Flight Films, Fred Films
- Pays de production :  Royaume-Uni
- Langue de tournage : anglais britannique
- Format : couleurs
- Genre : film d'épouvante romantique
- Durée : 94 minutes
- Dates de sortie : 
  - Royaume-Uni : 28 juin 2019 (Festival du film d'Édimbourg)

## Distribution
- Devrim Lingnau (de) : Carmilla
- Jessica Raine : Miss Fontaine
- Hannah Rae (en) : Lara
- Tobias Menzies : The Doctor
- Greg Wise : Mr. Bauer
- Scott Silven
- Daniel Tuite : Paul le palefrenier
- Sutara Gayle (en) (sous le nom de « Lorna Gayle ») : Margaret

## Production
Le tournage a commencé dans le Sussex de l'Est le 11 septembre 2017.

## Exploitation
Carmilla est présenté en première mondiale au Festival international du film d'Édimbourg le 28 juin 2019. Le film devait initialement sortir au Royaume-Uni le 3 avril 2020, distribué par Republic Film Distribution, mais sa sortie a été reportée en raison de la pandémie de Covid-19; il est finalement sorti au cinéma le 16 octobre 2020 et en vidéo à la demande le 19 octobre,.